# Siw Alida Renander
Siw Alida Renander (ur. 20 lutego 1966) – norweska snowboardzistka. Nie startowała na igrzyskach olimpijskich. Na mistrzostwach świata najlepszy wynik uzyskała na mistrzostwach w San Candido, gdzie zajęła 12. miejsce w halfpipe’ie. Najlepsze wyniki w Pucharze Świata osiągnęła w sezonie 1996/1997, kiedy to zajęła 23. miejsce w klasyfikacji generalnej, a w klasyfikacji halfpipe’a była czwarta.
W 1999 r. zakończyła karierę.

## Sukcesy

### Mistrzostwa Świata
| Miejsce | Dzień       | Rok  | Miejscowość   | Konkurencja | Zwycięzca       |
| ------- | ----------- | ---- | ------------- | ----------- | --------------- |
| 12.     | 24 stycznia | 1997 | San Candido   | Halfpipe    | Anita Schwaller |
| 23.     | 16 stycznia | 1999 | Berchtesgaden | Halfpipe    | Kim Stacey      |

### Puchar Świata

#### Miejsca w klasyfikacji generalnej
- 1996/1997 - 23.
- 1997/1998 - 52.
- 1998/1999 - 33.

#### Miejsca na podium
1. Olang – 2 marca 1997 (Halfpipe) - 1. miejsce
2. Morzine – 16 marca 1997 (Halfpipe) - 2. miejsce